# Vimba vimba
La vimba (Vimba vimba) es una especie de peces de la familia
Cyprinidae en el orden de los Cypriniformes.

## Morfología
- Los machos pueden llegar alcanzar los 50 cm de longitud total[2] y 1.392 g de peso.[3]

## Alimentación
Come invertebrados y plantas.

## Depredadores
En Rusia es depredado por  Esox lucius .

## Hábitat
Es un pez de agua dulce y de clima templado. (10 °C-20 °C).

## Distribución geográfica
Se encuentra en Eurasia: cuencas del mar Báltico, mar de Azov, el mar Negro y el mar Caspio, así como en Europa Occidental (incluyendo Escandinavia).